# 唐凯 (综合格斗运动员)
唐凯（1996年1月10日—）是一名中国职业综合格斗运动员，现任ONE冠军赛羽量级冠军，也是中国首位男子综合格斗世界冠军。

## 生平
2016年，唐凯开始参加综合格斗，在加入ONE之前的战绩为8-2。
2019年1月25日，他在ONE冠军赛首秀上对阵李成钟，第二回合中踢中对手头部获胜。
为了备战冠军赛，他曾在泰国普吉岛的老虎拳馆训练了大半年。2022年8月26日，他在ONE 160的比赛中对阵丹·勒，以一致判定赢得比赛，夺得ONE羽量级冠军。